# Meus Prêmios Nick de Artista de TV Masculino
O Meus Prêmios Nick de Artista de TV Masculino (anteriormente Ator Favorito) é um dos prêmios oferecidos durante a realização do Meus Prêmios Nick, exibido anualmente pelo canal Nickelodeon, destinado ao melhor artista masculino da televisão.

## Vencedores
| Ano  | Vencedor                         | Novela                           |
| ---- | -------------------------------- | -------------------------------- |
| 2002 | Fábio Assunção                   | Coração de Estudante             |
| 2003 | Rodrigo Santoro                  | Mulheres Apaixonadas             |
| 2004 | Fábio Assunção                   | Celebridade                      |
| 2005 | Rodrigo Santoro                  | Hoje É Dia de Maria              |
| 2005 | Sérgio Hondjakoff                | Malhação                         |
| 2006 | Reynaldo Gianecchini             | Belíssima                        |
| 2007 | Lázaro Ramos                     | Cobras & Lagartos                |
| 2008 | Wagner Moura                     | Paraíso Tropical                 |
| 2009 | Reinaldo Zavarce                 | Isa TKM                          |
| 2010 | Mateus Solano                    | Viver a Vida                     |
| 2011 | Ricardo Tozzi                    | Insensato Coração                |
| 2012 | Cauã Reymond                     | Avenida Brasil                   |
| 2013 | Mateus Solano                    | Amor à Vida                      |
| 2014 | Bruno Gissoni                    | Em Família                       |
| 2015 | A categoria não foi apresentada. | A categoria não foi apresentada. |
| 2016 | A categoria não foi apresentada. | A categoria não foi apresentada. |
| 2017 | A categoria não foi apresentada. | A categoria não foi apresentada. |
| 2018 | A categoria não foi apresentada. | A categoria não foi apresentada. |
| 2019 | João Guilherme                   | João Guilherme                   |
| 2020 | João Guilherme                   | João Guilherme                   |
| 2021 | Celso Portiolli                  | Celso Portiolli                  |